# 如来寺 (大垣市)
如来寺（にょらいじ）は岐阜県大垣市昼飯町にある阿弥陀如来を本尊とする浄土宗の寺院で、山号は花岡山。善光寺如来ゆかりの寺である。
飛鳥時代、本田善光が難波津から引き揚げられた善光寺如来を長野へ持ち帰る途上で当地において昼食の供養を行ったことが逸話として伝わっていたが、建久6年（1195年）に尾張国甚目寺の定尊がその話に感じ入り、阿弥陀如来を本尊に据え、天台宗の寺院として開いたのが始まりである。天正年間に織田信長が美濃に侵攻した際に焼かれるが、寛永5年（1638年）に教誉上人が浄土宗の寺として再興を果たした。明暦3年（1667年）に浄土宗を信仰する大垣藩戸田氏により年貢6石免除、竹木伐採の禁止等の保護が加えられた。

## 文化財
- 善光寺式弥陀三尊仏　大垣市指定文化財